# Nikos Kalaitzidis
Nikos Kalaitzidis (griechisch Νίκος Καλαϊτζίδης) ist ein griechisch-US-amerikanischer Spezialist für visuelle Effekte.

## Leben
Nikos Kalaitzidis hat Wurzeln in Pontos und Kalamata. Er studierte Fotografie und spezialisierte sich auf Belichtung und Schnappschüsse. 1995 kam er zur Spezialeffektsfirma Digital Domain, wo er an verschiedenen Projekten arbeitete, darunter dem Blockbuster Titanic (1997). Er arbeitete an über 35 Filmen für Digital Domain, darunter Filme wie Der seltsame Fall des Benjamin Button (2008), Fast & Furious 8 (2017) und Shazam! (2019).
Bei der Oscarverleihung 2022 wurde er zusammen mit Swen Gillberg, Bryan Grill und Dan Sudick für seine Arbeit an Free Guy (2021) in der Kategorie Beste visuelle Effekte für den Oscar nominiert.
Er ist Mitglied der Academy of Motion Picture Arts and Sciences.

## Filmografie (Auswahl)
- 1996: T2 3-D: Battle Across Time (Kurzfilm)
- 1996: Außer Kontrolle (Chain Reaction)
- 1996: Ghosts (Kurzfilm)
- 1997: Titanic
- 2000: Supernova
- 2000: Der Grinch (How the Grinch Stole Christmas)
- 2001: Vanilla Sky
- 2001: A Beautiful Mind – Genie und Wahnsinn (A Beautiful Mind)
- 2002: Wir waren Helden (We Were Soldiers)
- 2003: Daredevil
- 2004: Der Flug des Phoenix (Flight of the Phoenix)
- 2007: Spider-Man 3
- 2008: Der seltsame Fall des Benjamin Button (The Curious Case of Benjamin Button)
- 2009: G.I. Joe – Geheimauftrag Cobra (G.I. Joe: The Rise of Cobra)
- 2010: Tron: Legacy
- 2011: X-Men: Erste Entscheidung (X-Men: First Class)
- 2012: Marvel’s The Avengers
- 2012: Rock of Ages
- 2013: 47 Ronin
- 2014: X-Men: Zukunft ist Vergangenheit (X-Men: Days of Future Past)
- 2014: Storm Hunters
- 2015: Fast & Furious 7
- 2015: Eye in the Sky
- 2016: X-Men: Apocalypse
- 2016: Free State of Jones
- 2017: Fast & Furious 8 (The Fate of the Furious)
- 2017: Spider-Man: Homecoming
- 2018: Das Zeiträtsel (A Wrinkle in Time)
- 2018: Ant-Man and the Wasp
- 2018: Shadow
- 2019: Lloronas Fluch (The Curse of La Llorona)
- 2019: Shazam!
- 2021: Free Guy
- 2022: Black Adam